# Markland

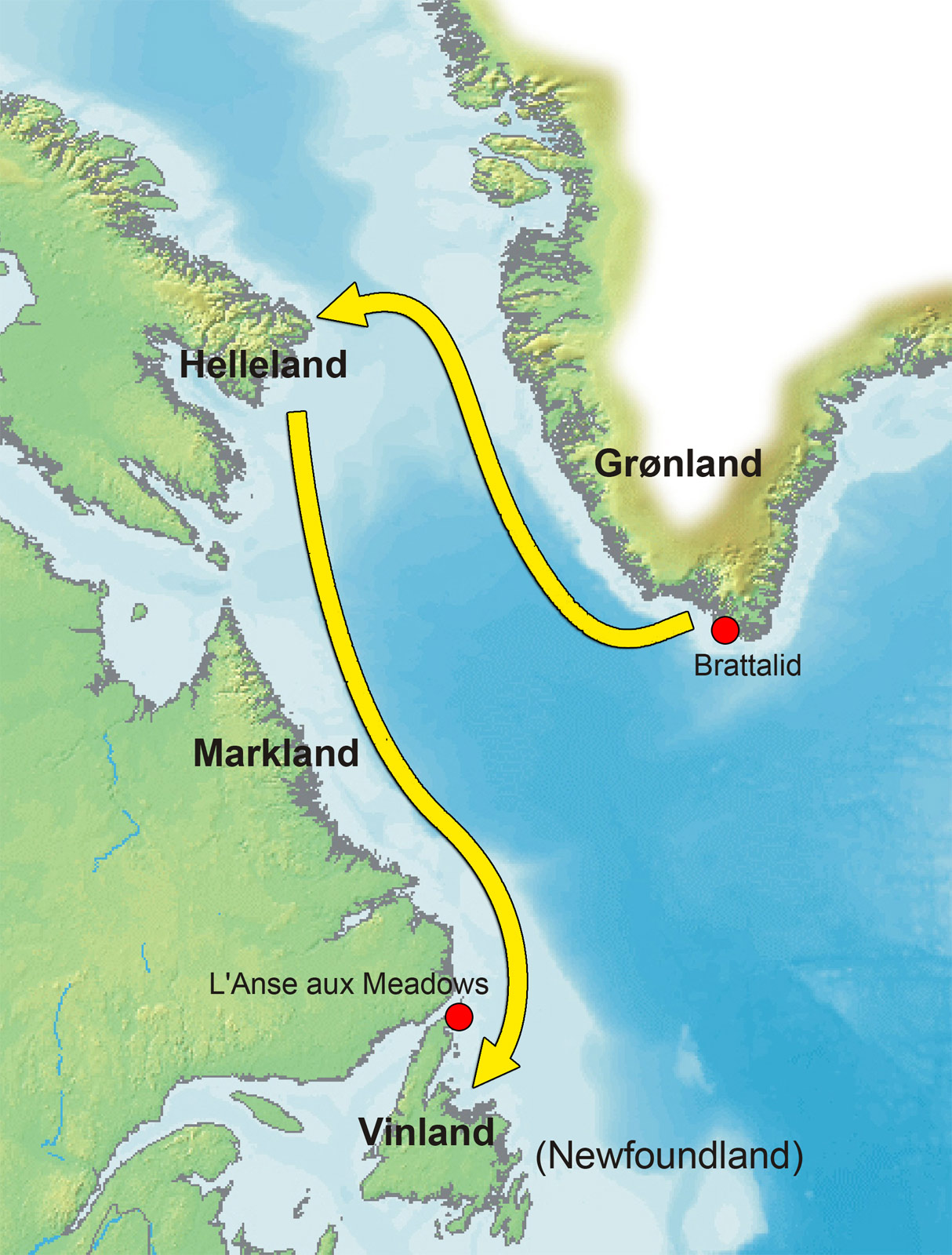
Collocazione ipotetica di Vinland, Markland e Helluland

Markland è uno dei tre territori descritti nelle saghe norrene note come la Saga di Erik il Rosso e la Grœnlendinga saga. Helluland e Markland, secondo queste fonti vichinghe medievali, furono prima individuate da Bjarni Herjólfsson, un mercante islandese del secolo X, e raggiunte successivamente dall'esploratore Leifr Eiríksson, anche lui islandese, intorno al 1000.
Secondo gli studiosi moderni, Markland corrisponderebbe probabilmente alla costa orientale della penisola del Labrador
Nella Grœnlendinga saga si narra che Leif Eriksson dispose nell'anno 1002 o 1003 di seguire la rotta descritta precedentemente da Bjarni Herjólfsson. Il primo territorio che Eriksson toccò era coperto da rocce piatte e assegnò a questo territorio il nome di Helluland ("Terra delle rocce piatte"). Successivamente raggiunse un altro territorio, anche questo pianeggiante, con spiagge bianche e coperto da una foresta, al quale attribuì il nome Markland ("Terra delle foreste" o "Terra di confine"). Il viaggio poi continuò e raggiunse la più ospitale Vinland (forse l'odierna Terranova) o altre zone ancora più a sud.
La Grœnlendinga saga racconta anche di 160 uomini e donne che, intorno all'anno 1010 d.C., al seguito di Thorfinn Karlsefni, si stabilirono in Markland per proteggersi dall'inverno.

## Marckalada
Sembra che il Markland possa essere la "terra que dicitur Marckalada" (Markland latinizzato) descritta da Galvaneus Flamma (it. Galvano Fiamma, d. c. 1345) nella sua Cronica universalis, che situa questa terra ad ovest della Groenlandia, come parte della costa atlantica dell'America, probabilmente derivante da fonti orali genovesi.